# Luis García Betancourt
Luis Augusto García Betancourt (Cidade da Guatemala, 15 de janeiro de 1991) é um jogador de vôlei de praia guatemalteco.

## Carreira
Em 2011, representou o país no Torneio Sub Zonal de Voleibol de Praia (Classificação Olímpica) em Montelimar, ao lado de Alfredo Cabrera. Com Julio Recinos disputou a I edição dos Jogos Bolivarianos de Praia em 2012, em Lima e finalizaram entre as oitos melhores duplas ao perder nas quartas de final, também disputaram juntos a Copa Centro-Americana de Vôlei de Praia em San Salvador e conquistaram a medalha de ouro. Em 2013, esteve com Andy Blanco e juntos foram medalhistas de bronze nos Jogos Desportivos Centro-Americanos de 2013 em San José (Costa Rica). Na edição da Copa Centro-Americana de Vôlei de Praia de 2013 em San Juan del Sur conquistou a medalha de bronze ao lado de Julio Recinos, no circuito NORCECA competiram juntos e obtiveram o nono lugar na etapa na Guatemala, e ainda esteve com Érick Garrido na etapa de Porto Rico.
No vôlei de quadra (indoor), vestiu a camisa#2 na conquista do título da Copa Centro-Americana de 2013 na Cidade da Guatemala, no ano seguinte foi vice-campeão em Tegucigalpa, vestindo a camisa#7 e atuando como oposto
Em 2014, esteve nas areias compondo dupla com Julio Recinos no circuito NORCECA e com melhor desempenho nas etapas de Antígua e Varadero.No circuito NORCECA de 2015, jogou com Julio Recinos obteve como melhor resultado do dueto a quinta posição na República Dominicana, e ainda disputaram o Pan de Toronto de 2015 e finalizaram na décima sexta posição; depois no circuito NORCECA ainda conquistou o vice-campeonato em Santa Lúcia ao lado de Andy Blancoe terminaram com o bronze em 2016 na etapa da Tamarindo.
Ainda em 2016, esteve novamente com Julio Recinos fase regional da Continental Cup e terminaram em segundo lugar e em nono na etapa final no México.No Circuito NORCECA de 2016, esteve ao lado de Érick Garrido nas etapas de Boquerón e Santa Lúcia, e no Campeonato NORCECA em Trinidad e Tobago, quando terminaram em oitavo lugar. Em 2016, com Andy Blanco, foi campeão na Copa Centro-Americana de Vôlei de Praia em Ciudad Colón.
Em 2017,  ao lado de Andy Blanco, obteve o bicampeonato consecutivo na Copa Centro-Americana de Vôlei de Praia na Manágua e conquistaram a medalha de prata nos Jogos Desportivos Centro-Americanos de Praia de 2017 também em Manágua e disputaram o Campeonato Mundial de Vôlei de Praia de 2017 em Viena e terminaram na trigésima sétima posição.
Em 2018, iniciou pelo circuito NORCECA ao lado de Érick Garrido  na etapa de Aguascalientes, depois, retomou a dupla com Andy Blanco, e terminaram em sétimo no referido circuito na etapa de La Paz (Baja California Sur), décimo terceiro em Punta Cana e  sexto lugar no Finals em Boca Chica e o sétimo lugar obtido Jogos Centro-Americanos e do Caribe de 2018.Na temporada de 2019, estava com Andy Blanco na conquista da Copa Centro-Americano de Vôlei de Praia na Cidade de Belize, obtiveram o primeiro lugar na Continental Cup em Manágua, no circuito NORCECA, finalizaram em quarto em Aguascalientes, segundo lugar em Manágua, terceiro lugar em La Paz (Baja California Sur), décimo lugar no Finals em Boca Chica. Na edição do Pan de Lima 2019 terminaram na nona colocação.
No ano de 2021, estava com Andy Blanco quando estrearam no circuito mundial nas etapas de Cancun, quinto lugar no Finals NORCECA, na conquista da medalha de bronze na Copa Pan-Americana de Vôlei de Praia em San Salvador. Em 2022, esteve com Edgar Maldonado na etapa da República Dominicana pelo circuito NORCECA, conquistando o vice-campeonato nas Ilhas Cayman ao lado de Andy Blanco  e o quinto lugar no Finals NORCECA de 2022 na República Dominicana.
Com Andy Blanco finalizaram na sétima posição nos Jogos Centro-Americanos e do Caribe de 2023, finalizaram  em terceiro lugar nas Ilhas Cayman pelo circuito NORCECA.Estiveram também juntos na edição do Campeonato Mundial de Vôlei de Praia de 2023 nas cidades mexicanas de Tlaxcala de Xicohténcatl,  Apizaco e Huamantla terminaram em trigésimo sétimo lugar e o décimo quinto lugar no Pan de Santiago 2023, depois, com José Miguel Izaguirre  disputou a edição do Campeonato NORCECA em Juan Dolió e terminaram na décima segunda posição.